# Kara Hendrick
Kara Hendrick (10. září 1969, Montebello, Kalifornie – 5. října 1991, El Cajon, Kalifornie) byla americká automobilová závodnice kategorie USAC Midget Cars Racing.

## Životopis
Kara Hendrick se narodila v roce 1969 v USA a již od devíti let závodila v kategorii motorsportu Midget Cars. Přezdívalo se jí „Race Angel”. Měla dva bratry. Její otec Arthur Hendrick závodil v kategorii Stock Cars v 60. letech.

## Smrt
Kara Hendrick zemřela dne 5. října 1991 během závodu Midget Cars. V rychlosti 80 km/h vrazila se svým závodním autem do zdi a utrpěla poranění, kterým podlehla v 11.17 hodin místního času v nemocnici Sharp Memorial Hospital v San Diegu.